# The Ladies Waldegrave
The Ladies Waldegrave är en oljemålning av den engelske konstnären sir Joshua Reynolds. Den målades 1780 och ingår sedan 1952 i Scottish National Gallerys samlingar i Edinburgh. 
Målningen visar de tre systrarna Waldegrave sysselsatta med syarbete: från vänster Elizabeth (1760–1816, gift 1783 med sin kusin George Waldegrave), Charlotte (1761–1808, gift 1784 med George FitzRoy) och Anna Horatia (1762–1801, gift 1785 med Hugh Seymour). De var döttrar till James Waldegrave, 2:e earl Waldegrave (1715–1763) och Maria Walpole. Det var deras mor som hade beställt grupporträttet i syfte att finna lämpliga friare till de då ogifta döttrarna. Hon hade själv gift om sig 1766 med prins Vilhelm Henrik. 
Målningen ställdes ut 1781 på Royal Academy of Arts där Reynolds presiderade sedan dess inrättande 1768. Reynolds var jämte Thomas Gainsborough den främste porträttmålaren av den engelska aristokratin under 1700-talet. 